# Емилија Грубачић
Емилија Грубачић, (Темишвар 12. октобар 1912 – 30. децембар 1994, Београд) била је филолог, германиста, професор емеритус.

## Биографија
Рођена је у породици аустријског официра и због тога је често мијењала мјеста школовања (Инзбрук, Будимпешта, Вршац).
Студирала је германистику, упоредну књижевност и историју у Бону (1933—1935) и Београду, гдје је дипломирала (1935).
Као антифашиста, била је у логорима Билећа и Гравина у Италији. Учесник је НОР-а и носилац више одликовања (између осталих и Орденом рада са црвеном заставом).
Након рата, у својству лектора, предавала је историју и њемачки језик на Универзитету у Београду. Тезом Гласовни систем и облици њемачког нарјечја села Гудурице у Банату докторирала је 1958. у Загребу, гдје се и хабилитовала 1965. темом Wortstellung in der deutschen Prosadichtung der letzten /ahrzehnte (Ред ријечи у њемачкој прози nосљедњих деценија). На Филозофском факултету у Сарајеву, заједно са Маријом Кон, била је један од оснивача Катедре за германистику (1950), редовни професор, шеф катедре и продекан. Пензионисана је 1966. али је и даље била у наставном процесу. Од 1968. до 1974. радила је као професор емеритус на Универзитету у Загребу и као професор на универзитетима у Бечу и Грацу.
Предавала је више језичких дисциплина и интензивно истраживала граматику њемачког језика. Ауторка је девет уџбеника. Превела је са њемачког књигу есеја Ернста Роберта Куртијуса (Е. R. Cuгtius, Eseji iz evropske književnosti, Sarajevo 1964).
Била је члан Савјета Института за њемачки језик у Манхајму.